# Ex chiesa e monastero di San Benedetto dei Condotti

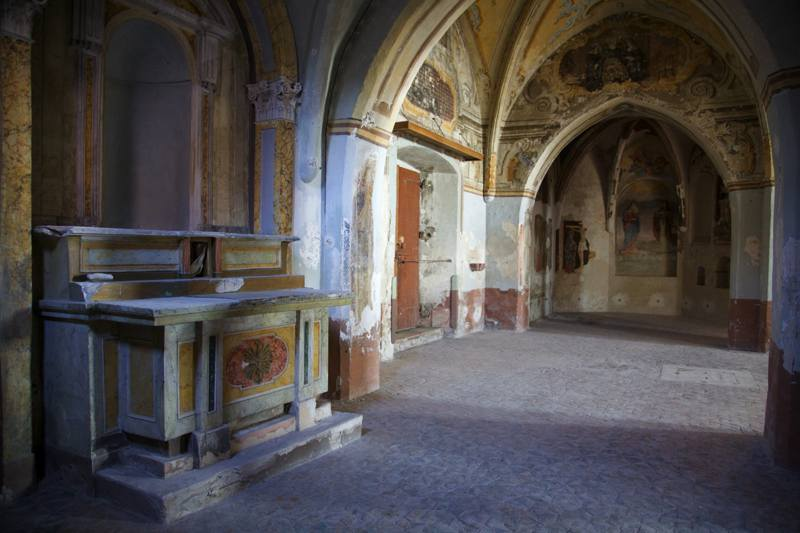
Chiesa di San Benedetto dei Condotti Perugia (interno)

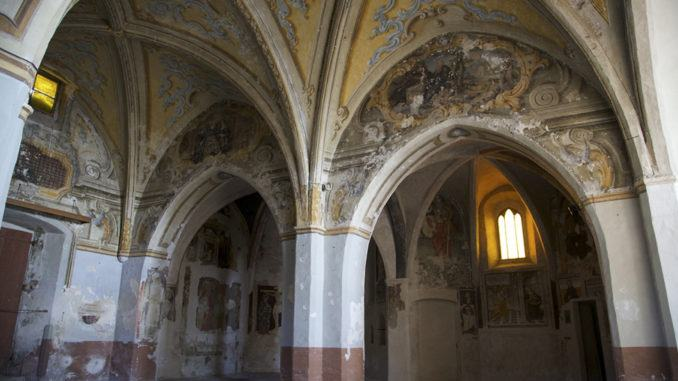

L'ex Chiesa e Monastero di San Benedetto dei Condotti si trova a Perugia in via Benedetta 14, nel Rione di Porta S. Angelo (Corso Garibaldi).

## Storia e arte
Il complesso monastico si presenta oggi con una serie di stratificazioni costruttive che testimoniano le epoche trascorse, il susseguirsi dei vari ordini monastici, infine il cambio di destinazione d'uso dovuto alla demaniazione post unitaria.
Le prime notizie della chiesa di S. Maria Novella o S. Maria de conductu, o aquae ductum, per la sua posizione a protezione dell'acquedotto medievale risalgono al 1296, quando fu donata al priore silvestrino di San Benedetto di Perugia e successivamente al XIV, XV secolo, grazie agli atti notarili nei quali il luogo viene nominato. Precedente è il monastero di San Benedetto fuori Porta Sole e Porta Sant'Antonio, fondato dallo stesso santo fondatore della congregazione dei Silvestrini, Silvestro Guzzolini da Osimo, il 24 agosto 1273 e qui morì fra Giuseppe da Serra San Quirico, secondo priore generale. Nel 1298 il monastero fu ceduto alle monache silvestrine. Nel 1421 vi si stanziò l’eremita Giovanni Battista da Gubbio che adottò la regola agostiniana. Il complesso poi passò all'Ordine di Santa Brigida, come testimonia il dipinto raffigurante la Visione di Santa Brigida.  Dal 1422 inizia un periodo di grande vivacità  culturale, durante la quale vengono chiamati pittori di formazione tardogotica per decorare la chiesa.
Ciò che rimane al suo interno è una ricca testimonianza della pittura dal '300 al ‘400, di chiara impronta marchigiana. In particolare un ciclo di affreschi tardogotici ha affinità con l’eugubino Ottaviano Nelli. Si distinguono S. Ginesio, S. Brigida nel deserto, la Natività, la Crocifissione, S. Cristoforo che trasporta il Bambino, pellegrini in adorazione di San Giacomo, di San Secondo, giovane cavaliere che mostra la spada e la palma del martirio. Testimonianza del passaggio degli Agostiniani  sono un Sant’Agostino del XV secolo, con la tonaca e la cintura di pelle nere proprie dell'ordine.

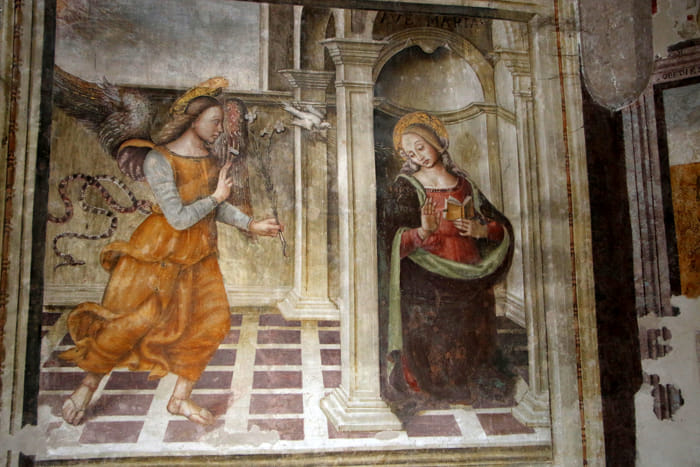
Annunciazione san Benedetto dei Condotti pittore tardogotico del XV sec.

La pavimentazione quattrocentesca è in ceramica dipinta, di probabile fabbricazione gualdese, come altri manufatti rinvenuti nell’ex monastero.

## Architettura
La struttura architettonica, di impronta tardogotica è costituita da una navata centrale e da quattro cappelle laterali poligonali e coperta da cinque volte a crociera .
L’originaria pianta a croce latina  è stata modificata con l’inserimento di un muro che ha diviso la chiesa in due: la parte verso l’abside poligonale è stata usata come cappella del monastero di clausura e non ha tracce di affreschi; la parte più ampia riccamente decorata anche nel pavimento era invece rivolta al pubblico.
La chiesa fu ristrutturata nel ‘600. Esternamente vanta un insolito campanile orientaleggiante terminante a cipolla, che caratterizza il paesaggio del borgo di Porta S. Angelo; ha decorazioni in laterizio, il cui progetto, secondo alcune fonti, potrebbe essere riconducibile a Galeazzo Alessi. Fu commissionato nel 1750 dalle monache silvestrine, in sostituzione del precedente, di impianto quattrocentesco.

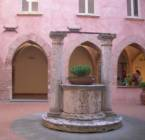
Chiostro ex Monastero di San Benedetto dei Condotti

## Cambio destinazione d'uso
La chiesa e monastero fanno parte del complesso di edifici universitari presenti in quest’area, l'ex monastero con i due chiostri ospita gli uffici dell'ADISU (Agenzia per il Diritto allo Studio Universitario) del capoluogo umbro.
La chiesa dal 2019 accoglie l'esposizione di una collezione di tastiere storiche di varia provenienza, di proprietà dell‘Associazione Arte & Musica nelle terre del Perugino e di alcuni prestatori del territorio umbro. Vi Sono esposti strumenti come pianoforti, fortepiani e clavicembali del periodo che intercorre da fine ‘700 ai primi decenni del ‘900, che testimoniano l’evoluzione di questi strumenti a corda nell’arco dei secoli.
Il percorso espositivo è facente parte del più ampio museo diffuso degli strumenti musicali nella zona di Corso Garibaldi, la cui sede principale è nel Cassero di Porta di Sant'Angelo.

## Opere musealizzate
Erano nella chiesa: la Crocifissione degli inizi del XV sec. di Lorenzo Salimbeni e la Madonna con bambino (1430) di Lello da Velletri, con la demaniazione post unitaria le opere sono confluite nella pinacoteca civica, divenuta poi Galleria nazionale dell'Umbria.